# Asterinides
Genre
Asterinides est un genre d'étoiles de mer de la famille des Asterinidae. On les trouve exclusivement dans la mer des Caraïbes.

## Liste des espèces
Selon World Register of Marine Species (3 janvier 2015) :
- Asterinides folium (Lutken, 1860)
- Asterinides hartmeyeri (Döderlein, 1910)
- Asterinides pilosa (Perrier, 1881)
- Asterinides pompom (A.M. Clark, 1983)

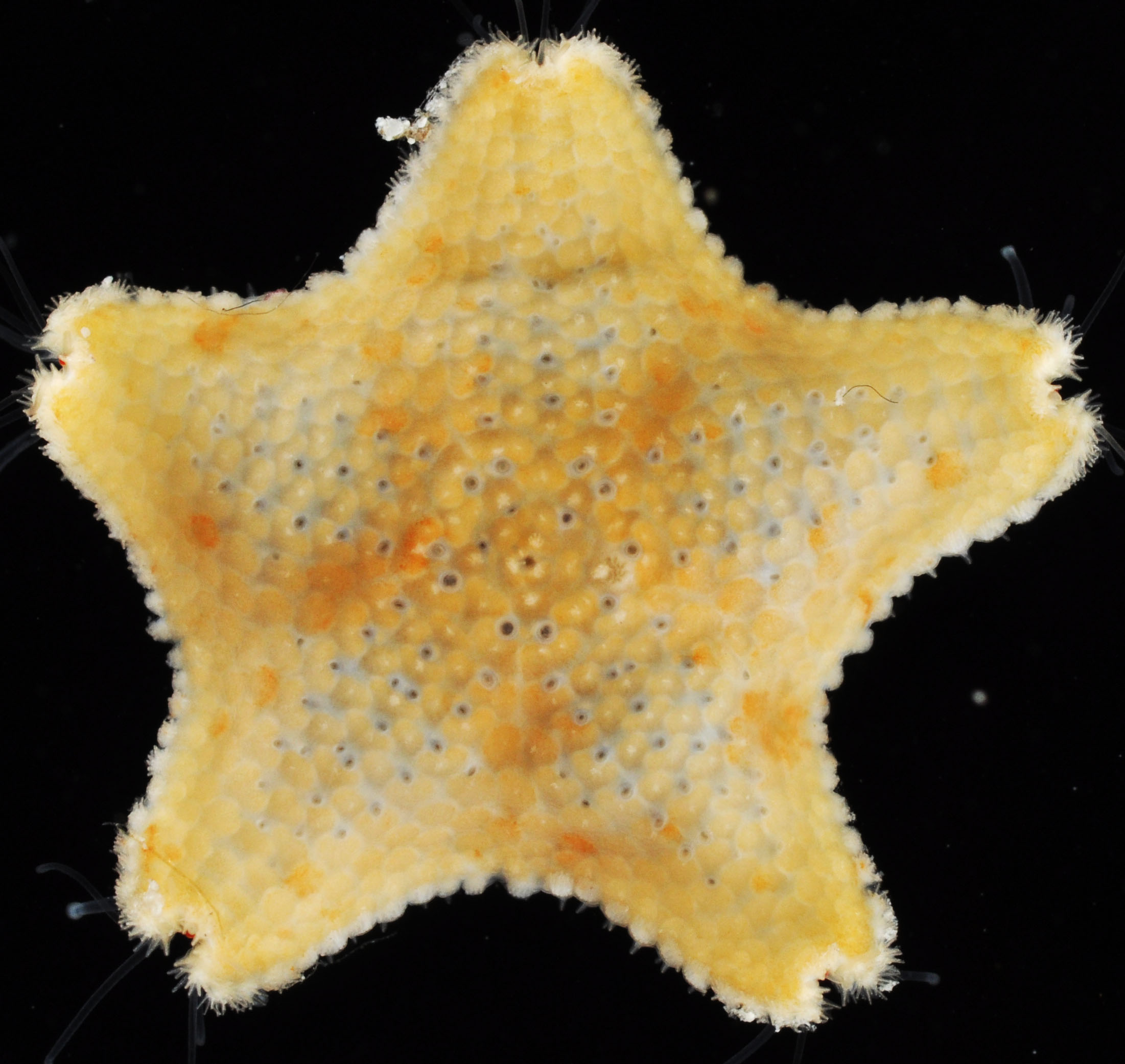
Asterinides folium.
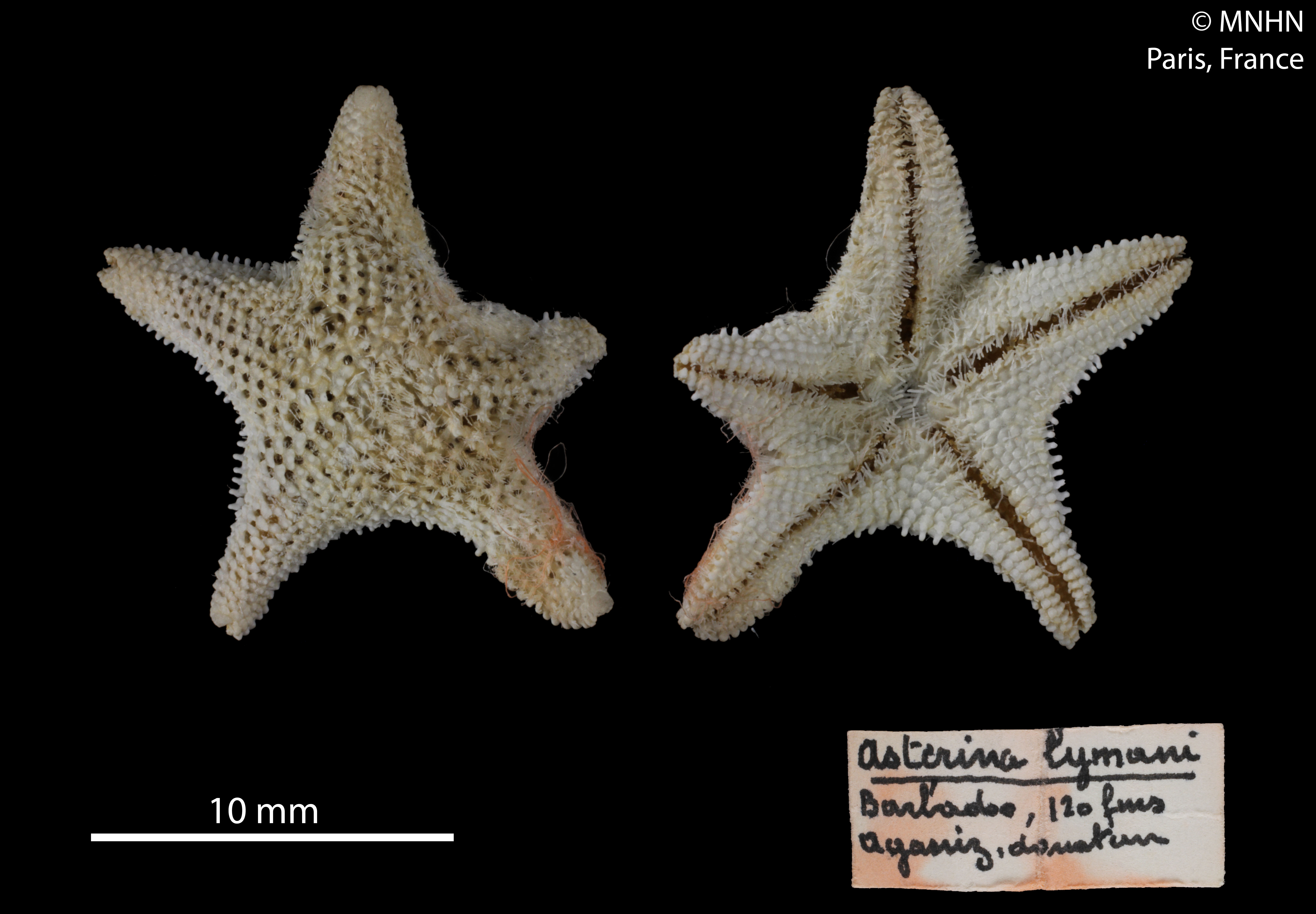
Asterinides pilosa (MNHN).
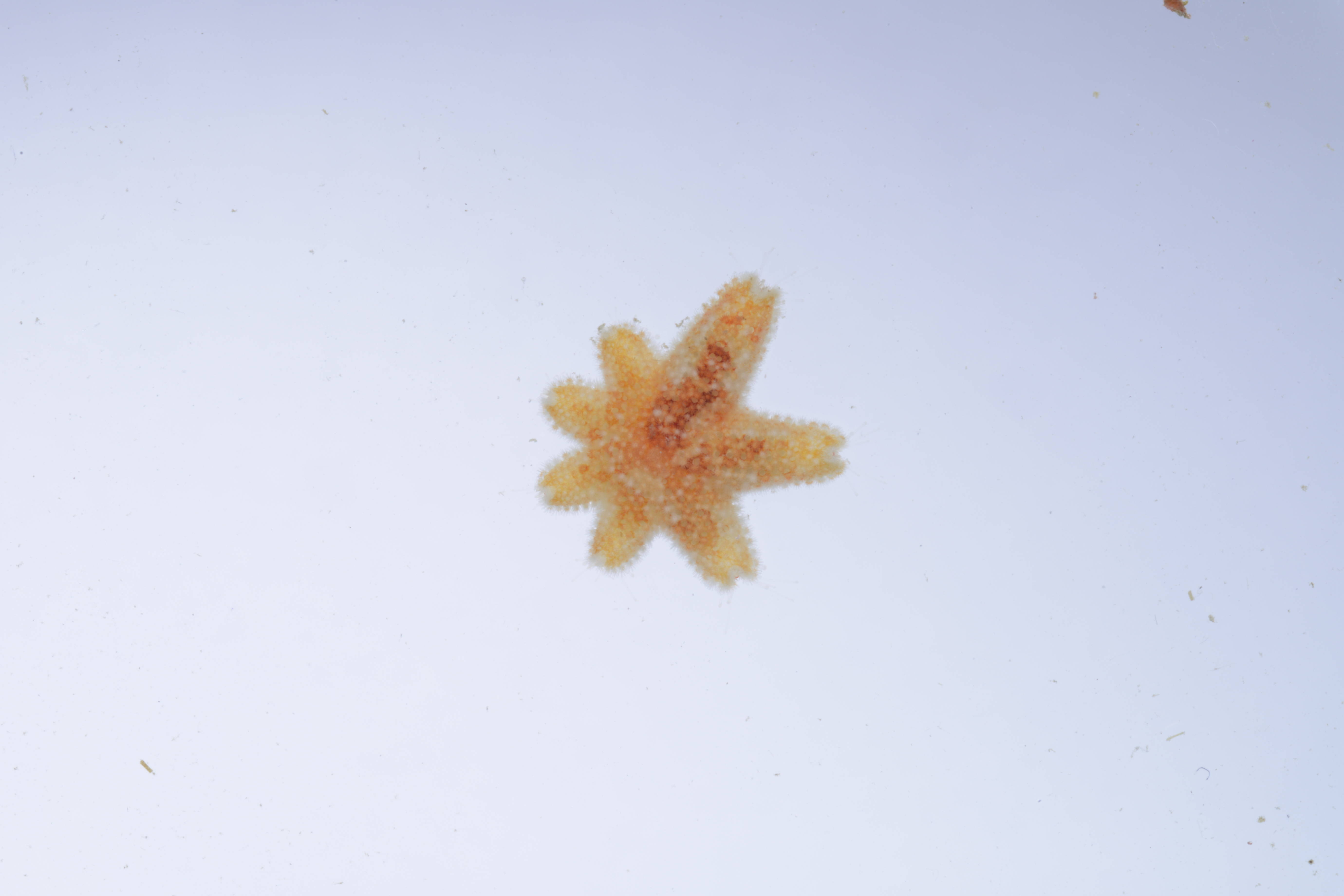
Asterinides pompom (USNM).

## Référence taxonomique
- (en) WoRMS : Asterinides Verrill, 1913 (+ liste espèces)
- (en) Catalogue of Life : Asterinides Verrill, 1913 (consulté le 10 avril 2023)
- (en) NCBI : Asterinides (taxons inclus)